# ÅÄÖ !
Pour les articles homonymes, voir AAO.
ÅÄÖ ! est un festival de musiques actuelles suédoises, créé en 2009.

## Édition 2009
En septembre 2009, dans deux salles parisiennes, le Point Éphémère et le Centre culturel suédois de l'Institut suédois.
Avec Jenny Wilson, Ane Brun, Titiyo, Nina Kinert, Jennie Abrahamson, Rebekka Karijord, Montys Loco et Rosie Staf,.

## Édition 2010
Première semaine de décembre 2010, dans quatre salles parisiennes, la Maroquinerie, la Flèche d'Or, le Point Éphémère et le Centre culturel suédois de l'Institut suédois.
Avec Jay-Jay Johanson, Herman Düne, Nicolai Dunger, Nina Kinert, Frida Hyvönen, The Concretes, Pacific! feat avec Sarah Assbring (El Perro del Mar), Prince of Assyria, Anna Järvinen, Bye Bye Bicycle et Anna von Hausswolff,,.